# Óscar Meneses (Fußballspieler)
Óscar Alberto Meneses Roa (* 7. März 1960 in Santiago de Chile) ist ein ehemaliger chilenischer Fußballspieler und -trainer.

## Karriere
Óscar Meneses begann seine Karriere 1979 bei Universidad Católica. Er spielte bei weiteren Vereinen in Chile und in Spanien bei Real Oviedo 1985 sowie in Belgien bei R.A.A. La Louvière. Dort beendete er 1989 auch seine aktive Spielerlaufbahn.

## Trainer
Óscar Meneses arbeitete direkt nach dem Ende seiner aktiven Karriere als Trainer. Von 1990 bis 1992 war er Jugendtrainer bei Universidad Católica, 1993 übernahm er seinen ersten Cheftrainerposten bei Audax Italiano. 2003 wurde Meneses dann Trainer der Profimannschaft von Universidad Católica. Nach einer weiteren Station bei Universidad de Concepción kehrte der frühere Mittelfeldspieler zu Audax zurück. 2006 übernahm Meneses den CD O’Higgins. Danach arbeitete er als sportlicher Leiter bei Audax, dem CSD Colo-Colo und Deportes Melipilla.